# آنژین ناپایدار
آنژین ناپایدار(به انگلیسی: Unstable angina) نوعی از آنژین صدری است که شرایط غیرطبیعی دارد.
تشخیص و تمییز آنژین ناپایدار از انفارکتوس غیر مشخص روی موج کیو بسیار مشکل است.

## تعریف
درد ناحیه سینه می‌تواند بدون مقدمه ایجاد شود و همچنین آنژین پایداری که حتی در حالت استراحت توسط شخص حس شود، آنژین حالت ناپایدار به خود گرفته‌است.

## علائم و نشانه‌ها
تمام شرایط و حالات آنژین پایدار شامل محدوده ایجاد درد و کیفیت آن در این نوع آنژین نیز وجود دارد اما شدت و تناوب و مدت‌زمان آن شدیدتر است. آنژین ناپایدار بسیار خطرناک بوده و در ۱۰ درصد بیماران به یک سکته قلبی تبدیل می‌شود. علت آن کمبود اکسیژن مورد نیاز بافت ماهیچه قلب است. این کمبود اکسیژن به دلیل افزایش نیاز میوکارد نبوده و به علت ناتوانی قلب در پمپ کردن خون کافی درون شریان کرونر ایجاد می‌شود.
درد در این نوع آنژین نیز به علت وجود انسداد و تنگی پلاکتی درون کرونر است ولی شکسته شدن پلاک‌های درون کرونر و ایجاد میکرو آمبولی می‌تواند منجر به انسدادهای دیگری شود. درمان و دخالت‌های پزشکی و پیگیری آنژین ناپایدار همان است که در آنژین پایدار وجود دارد.